# Maniac (single van Michael Sembello)
Maniac is een nummer van Michael Sembello dat door hem en Dennis Matkosky werd geschreven. Het maakt onderdeel uit van de soundtrack van de film Flashdance uit 1983. In mei van dat jaar werd het nummer op single uitgebracht.

## Achtergrond
In de bijbehorende videoclip is actrice Jennifer Beals te zien als de danseres. In Nederland werd de videoclip destijds op televisie uitgezonden door de popprogramma's AVRO's Toppop, Countdown van Veronica en Popformule van de TROS.
Michael Sembello schreef het nummer als inspiratie op een nieuwsitem waarbij een seriemoordenaar een aantal lichamen bij de buren had begraven. De plaat werd een wereldwijde hit. In zowel de Verenigde Staten als Canada werd de plaat een nummer één hit. In Australië en Spanje werd de 2e positie bereikt, in Nieuw-Zeeland de 7e en in het Verenigd Koninkrijk een bescheiden 43e positie in de UK Singles Chart.
In Nederland was de plaat op vrijdag 15 juli 1983 Veronica Alarmschijf op Hilversum 3 en werd een grote hit in de destijds drie landelijke hitlijsten op de nationale publieke popzender. De plaat bereikte de 11e positie in zowel de Nederlandse Top 40 als de TROS Top 50. In de Nationale Hitparade bereikte de plaat de 10e positie. In de Europese hitlijst op Hilversum 3, de TROS Europarade,  werd de 12e positie bereikt.
In België bereikte de single de 11e positie in de voorloper van de Vlaamse Ultratop 50 en de 9e positie in de Vlaamse Radio 2 Top 30. In Wallonië werd géén notering behaald.
In 1984 was de plaat genomineerd voor een Oscar in de categorie Best Song nominaties, maar werd gediskwalificeerd omdat het niet speciaal was geschreven voor deze film. In plaats daarvan won Irene Cara met Flashdance... What a Feeling de prijs.
In films zoals American Wedding en Dance Flick was de plaat te horen. Ook werd de plaat gebruikt in een Coca-Cola-televisie reclame.

## Covers
- 1983: Gabi Decker (Ich werd' wahnsinnig)
- 1992: Irene Cara
- 1995: Sargant Fury
- 1999: Carnival In Coal
- 2002: Sharam Jey (4 Da Loverz)
- 2002: L5
- 2003: Alexander Klaws
- 2004: Sexydeath
- 2004: Evergreen Terrace
- 2007: Måns Zelmerlöw
- 2008: Topmodelz
- 2008: Firewind
- 2009: Timbaland i.s.m. Keri Hilson (The One I Love)
- 2010: Van Coke Kartel
- 2011: The Very End
- 2014: myGRAIN
- 2019: Avantasia (feat. Eric Martin)
- 2019: Daredevils
- 2022: BENR (Beetje gek)